# گن‌دره، یاردیملی
گن‌دره (به ترکی آذربایجانی: Gendərə) یک منطقهٔ مسکونی در جمهوری آذربایجان است که در شهرستان یاردیملی واقع شده‌است. گن‌دره ۳۸۰ نفر جمعیت دارد.